# 2747 Český Krumlov
2747 Český Krumlov (tiếng Séc: [ˈtʃɛskiː ˈkrʊmlof]) là một tiểu hành tinh vành đai chính, được phát hiện bởi nhà thiên văn học Cộng hòa Séc Antonín Mrkos ở 1980. Nó được đặt theo thành phố lịch sử Cộng hòa Séc Český Krumlov.